# You'll Be Mine
Di sedici nastri di canzoni provate dagli early Beatles a casa di Paul McCartney al numero 20 di Forthilin Road, Liverpool, You'll Be Mine è uno dei tre ad essere stati pubblicati ufficialmente sull'Anthology 1; gli altri due sono Cayenne ed Hallelujah, I Love Her So. Parodia degli arrangiamenti doo-wop del gruppo vocale statunitense Ink Spots, è cantata dal padrone di casa e da John Lennon. Quest'ultimo interpreta anche un pezzo parlato, ricco di non-sense, che ricorda il suo stile di scrittura trovato in seguito sui suoi libri In His Own Write ed A Spaniard In The Works. Considerata più uno scherzo adolescenziale che un brano musicale, You'll Be Mine è annoverata fra le pochissime registrazioni della band dove Stuart Sutcliffe suona il basso elettrico.

## Formazione
- Paul McCartney: voci, chitarra
- John Lennon: voci, chitarra
- George Harrison: chitarra
- Stuart Sutcliffe: basso elettrico[1]